# Mesene simplex
Mesene simplex är en fjärilsart som beskrevs av Bates 1868. Mesene simplex ingår i släktet Mesene och familjen Riodinidae. Inga underarter finns listade i Catalogue of Life.